# 飯塚事件
飯塚事件（いいづかじけん）は、1992年（平成4年）2月20日に日本の福岡県飯塚市で発生した誘拐殺人事件。小学校1年生の女児2人が登校中に行方不明になり、翌21日に同県甘木市（現：朝倉市）の八丁峠で他殺体となって発見された。
事件から2年後の1994年（平成6年）、久間 三千年（くま みちとし、事件当時54歳）が逮捕・起訴された。久間は逮捕前から無実を主張していたが（後述）、死体遺棄、略取誘拐、殺人の罪で、2006年（平成18年）10月8日に死刑判決が確定、2008年（平成20年）10月28日に福岡拘置所で死刑を執行された（70歳没）。執行後に妻が再審請求を行っている（後述）。
福岡県警察が2022年（令和4年）に発行した『福岡県警察史 平成編』では飯塚・甘木に及ぶ小学女児2人被害の殺人・死体遺棄事件と呼称されている。同県警は、平成初期には東京・埼玉連続幼女誘拐殺人事件を契機に警察庁から「事件に強い警察」の確立が提唱され、重要凶悪事件への的確な対応が基本方針として示されたが、この事件や1997年（平成9年）の「春日市における犯罪被害のおそれある小学女児所在不明事件」など、県内も含めて幼児が被害者となる誘拐殺人事件が全国的に頻発したと評している。

## 事件の経緯

### 事件発生
1992年2月20日朝、福岡県飯塚市潤野で市立潤野小学校（2018年に閉校し、小中一貫校飯塚鎮西校に統合）の1年生女児2人（ともに7歳）が登校途中に行方不明になった。その後2人とも帰宅していないことが確認された12時30分に福岡県警察の所轄警察署である飯塚警察署へ捜索願が出された。
翌21日12時10分頃、行方不明現場から約20 km離れた甘木市の国道322号八丁峠を自動車で走行していた52歳団体職員男性が、小用のために車から降りたところ、崖下にマネキンのようなものが2体捨てられているのを発見して通報し、甘木警察署員が調べたところ、それが2人の遺体であることが判明した。2人の遺体には首に絞められたような跡があり、顔面には殴られたような跡があった。同日21時頃、それぞれの両親によって遺体が行方不明女児であることが確認された。2人の遺体は、上半身は衣服を着ており下半身もスカートを身につけていたが、パンツが脱がされて下半身が露出し、陰部に性的な暴行の形跡があった。
福岡県警捜査一課は本件を殺人・死体遺棄事件と断定し、飯塚署と甘木署にそれぞれ捜査本部と準捜査本部を設置、260人の捜査体制を敷いた。翌22日、遺体発見現場から3 km離れた八丁峠沿道の山中から、被害者2人のランドセルや着衣の一部が道路から投げ捨てられたような状態で遺棄されているのが発見された。司法解剖の結果、2人の死亡推定時刻は、胃の内容物から20日9時30分以前とされた。

### 事件捜査
県警は、事件発生5日後の2月25日、被害者と同じ校区に住む久間三千年（当時54歳）宅を訪問し、事件当日のアリバイ等を聴取した。久間は当時、定職にはつかず妻の送迎以外は時々パチンコ店で遊ぶ毎日だったとされ、妻、長男と飯塚市内に居住していた（逮捕時は母親とも同居して4人暮らし）。
捜査では、甘木市の森林組合職員から、遺留品遺棄現場で不審車両を見たとの情報が提供された。県警による3月9日の聴取では、事件当日11時頃、八丁峠を下る途中にダブルタイヤで窓に色付きフィルムを貼っていた紺色ワゴン車が停車していた、という供述が得られた。さらに、女児の通学路にいた造園業者から、事件当日の8時30分頃、紺色ワゴンのダブルタイヤで黒い遮光フィルムが貼られていた車両が猛スピードで走り去り、その際に知人にぶつかりそうになったとの情報が寄せられていたことが明らかになった。これらの車両は、久間が所有・使用していた車両と同じ特徴であった。そのため、県警は、重要参考人として久間をマークすることとなり、捜査員が尾行するなどした。これに対して久間は、尾行の車をまいたり急ブレーキを掛けたりするなど挑戦的な態度を示していた。
その後、女児の膣内とその周辺から採取された第三者の血液を警察庁の科学警察研究所（科警研）で鑑定したところ、久間のDNA型と「ほぼ一致する」という結果が出た。しかし、別の専門家の鑑定では「微量ではっきりしない」との結果だったため、逮捕には至らなかった。
事件から半年後の1992年9月末頃、久間は所有車両を売却した。県警はその日に車を押収し、車内を調べたものの、車内が異常な程きれいに掃除されており、毛髪等も発見されなかった。他方で鑑定によって、後部座席と付近のフロアマットから尿反応・血液反応が出た。しかし、血痕がかなりの量の鼻血を出していた方の被害者と同じO型で人間の血液であることまでは鑑定できたが、この時点ではDNA型は検出されなかった。
1993年（平成5年）9月29日8時10分頃、県警捜査一課巡査長と飯塚署巡査長が久間宅のゴミ袋を拾うなどして車に乗ったところ、久間が「何をしているか」などと言って刃渡り15cmの刈り込みバサミでいきなり切りつけて2人の手などに全治5-10日の怪我をさせたため、県警は傷害と暴力行為の疑いで久間を緊急逮捕した。この件では2女児殺害での取り調べはなされず、久間は罰金10万円の略式命令を受けた。
1994年6月、新たなDNA型鑑定方法の開発を知った捜査官が再度車内を捜索したところ、繊維鑑定で切り取った部分と接する部分に変色痕があった。東レの鑑定人に照会したところ、繊維鑑定で切り取って東レの鑑定に出された部分に当初からシミが存在したことが確認され、東レに預けていたこのシミについて鑑定がなされることとなった（その後、被害者の1人と同じO型の血液型が認められ、新たなTH01型・PM検査法によってその被害者のDNA型と同一の型が検出された）。
また、県警は、女児の衣服に付着していた微量の繊維片についても科学鑑定したところ、久間の所有車のシートと繊維が一致することを突き止めた。これが決め手となって、県警は、1994年（平成6年）9月23日、死体遺棄容疑で久間（当時56歳）を逮捕した。さらに、同年10月14日、久間を殺人容疑で再逮捕した。同日、福岡地検は久間を死体遺棄罪で起訴し、同年11月5日には殺人・略取誘拐でも追起訴した。

## 刑事裁判
カギ括弧内は判決文をそのまま引用。

### 第一審・福岡地裁判決
第一審の初公判は1995年（平成7年）2月20日に開かれた。久間は、一貫して犯人性を争ったが、福岡地方裁判所（陶山博生裁判長）は1999年（平成11年）9月29日、以下のように久間を犯人と認定し、死刑判決を言い渡した（判決文）。

#### 車両に関して
- 2人が誘拐された時刻・現場で、XとWが紺色・後輪ダブルタイヤのワンボックスタイプで、窓に色付きフィルムとベージュの色あせたカーテンがついた車両を目撃し[46]、遺留品発見現場の直近では、Tが紺色・後輪ダブルタイヤのワンボックスタイプで窓に色付きフィルムを貼った車両を目撃した[31]ため、「これが本件犯人の使用していた自動車であるという疑いが極めて濃厚である」[34]ところ、久間が事件当時、紺色ワンボックスタイプで後輪がダブルタイヤのマツダボンゴで、横には薄青色のフィルム、後ろには濃い青色フィルムが貼られ、内側には茶系統の色あせたカーテンが取り付けられているなど、特徴が同じ車両を保有していたこと[34]。
  - 他に該当車の所有者は9名いたが、全員にアリバイが成立し、色付きフィルムも貼っていなかった[34]。

#### 繊維片に関して
- 久間所有車両（マツダ・ウエストコースト）における座席の織布は、「昭和57年3月26日から昭和58年9月28日までに製造されたウエストコーストの座席シートにだけ使用され」たものである[47]（検察の主張によると、車体の色は限定せずに全国で2854台・福岡県内で127台が該当[23]）ところ、被害児童のスカート等（うち1人のスカートは新品で、当日の朝包装を開いて初めて着用したものである[47]）に付着していた繊維片の特徴が合致したこと[47]。
  - 福岡県警察科学捜査研究所、科警研、東レ、ユニチカの鑑定結果より[47]。

#### 後部座席の血痕・人尿痕に関して
- 被害者両名が出血・失禁した状態で発見された一方で、久間所有車の後部座席やマットから血痕・人尿痕が検出され誰かが「相当量の出血」[45]と「かなりの量の尿をもらしたこと」[38]が認められるところ、久間がその付着の原因について納得のいく合理的な説明をすることができないこと[38]。
  - 久間の妻は捜査段階で自分も長男も車内で出血したりおしっこをもらしたりした記憶はないと「断定的な供述」[38]をしていたが、「2年以上経過した公判段階で、……ことさらに捜査段階の供述が間違っているかのような供述をする」[38]ようになったため、「たやすく信用することはできない」と判示された[38]。なお、久間は後部座席を「取り外してホースで水をかけて洗った」[38]ため、「座席シートの表面には肉眼では血痕が認められない」[38]ほどであり、当初はそこからDNA型は検出されなかった[38]。

#### 被害者膣内等の血痕に関して
- 被害者の膣内やその周辺に存在していた血痕と久間の血液型（B型）及びDNAのMCT118型が合致したこと[23]。
  - 福岡県警察科学捜査研究所、科警研の鑑定結果より。もっとも、1人の血液ならば約266人に1人一致することから、この結果は「決定的な積極的間接事実とはなりえない」と判示された[23]。なお、3番目の帝京大学石山鑑定で異なる結果が出た点は、「石山鑑定の段階では、ごく少量の綿をつまみ取ってよったようなものに、かすかに色がついているかどうかという状態」まで血痕を費消した等の理由で検出できなかったとされ、「この違いは、法廷でそれを知った証人石山が驚くほどのものであった」と判示された[23]。これ以外に、鑑定人は、DNAのHLADQα型でも久間に不利な内容を推定したが、判決では、HLADQα型のキットでは混合血液で積極的に型判定ができない場合もあること等が指摘され、犯人のHLADQα型は特定できないと判示された[23]。
  - 血液型に関しては、被害者がそれぞれA型とO型であったところ、弁護側は、血痕のうち一部にAB型と判定されたものがあったことから、「犯人の血液型はAB型と認定すべきである」[23]と主張したが、当該血痕から「4本のバンドが検出されているのであるから、右血痕が2人以上の人間の混合血であることは疑問の余地がない」[23]として、「AB型単独の血痕ではあり得ない」[23]、及び、被害者由来の「A型の血液と犯人由来のB型の血液の混合したものである」[23]と判示された。

#### 陰茎から出血していた状況の合致に関して
- 被害者の膣内や膣周辺部から犯人の血痕が検出されたが下着等には血痕が付着していなかったため、犯人の手指ではなく陰茎が出血していた可能性が高いといえるところ、久間が亀頭包皮炎に罹患しており陰部から容易に出血する症状を有していたこと[48]（第2審判決では、唾液が確認されていないことから口内出血も否定された[49]）。
  - 久間が通院した泌尿器科の医師による、（久間が）「仮性包茎で、包皮内板……及び亀頭が炎症を起こしており、亀頭包皮炎である」[48]旨の証言より。
    - 弁護士は、久間は仮性包茎ではないとして同医師の供述等の信用性を争い[48]、勾留中に診断した別医師による「真性ならびに仮性包茎は認めなかった」[48]旨の診断書を提出したが、「亀頭包皮炎に罹患していたか否かが重要な事実であり、仮性包茎か否かはその一原因として考えられる事実に過ぎず、……亀頭包皮炎に罹患していたこと自体は……客観的な事実であるから、何れであったにせよ結論に影響しない」[48]と判示された。

  - 久間は、捜査段階で「シンボル（陰茎）の皮がやぶけてパンツ等にくっついて歩けないほど血がにじんでしまう」[48]「事件当時ごろも挿入できない状態で……セックスに対する興味もなかった」[48]と性的暴行との関連を否定していたにも拘わらず、犯人の血痕が発見された公判段階では突如完治していたという供述に変更した[48]ため、捜査段階での供述が信用できるとされた[48]。
    - これに対して久間は、公判において、捜査段階での供述を否定し[48]、「（裁判に提出されている）調書はでたらめで、中身がごっそり替えられている」として、捜査員による捏造を主張した[48]。しかし、その主張は第33回公判で突如始めたもの[48]で、弁護士に対しても話したことがなかった[48]ため、「公判供述は到底信用できない」[48]とされた。

  - 久間の妻は、捜査段階では、事件時の久間の「性器の状態も全く分からない」と供述していた[48]が、公判では、1991年11月8日の通院から「20日ないし1か月ほどで治ったと思う」と供述し[48]、「公判供述の記憶の方が正しい」と主張した[48]。しかし、「4年以上も前の事柄について具体的な記憶が残っているのであれば、当然、捜査段階でも同じ供述ができたはずであって、……捜査段階の供述をことさらに否定する同女の公判供述の信用性は極めて低い」[48]とされた。
  - さらに久間と妻は、ある薬局でフルコートFという皮膚薬を購入した事実は全くないと一貫して主張していたが、同店の経営者と元店員が久間を強力な皮膚薬を購入する常連客として覚えていたため、久間とその妻の供述は「明らかに虚偽であるといわざるを得ない」と判示された[48]。
    - これについては、県警が「遺体の一部に、皮膚病などに使用される塗り薬が付着し、久間容疑者も事件当時、薬局で同じ薬を購入していたこと」[50]をつかんでいると逮捕時に報道されていた。しかし、遺体に付着していた薬が久間が購入したものと同一かどうかまでは鑑定できなかった[50]。

#### アリバイに関して
- 久間のアリバイを直接に裏付ける証拠はなく、間接的な証拠となる久間自身と妻の供述が、捜査段階と公判段階で変遷しており、証拠として成立しないこと[29]。
  - 当日のアリバイにつき、久間は、捜査段階で、妻を職場に送り帰宅した後に実母宅に向かったと述べていた[29]が、捜査官の再現で女児の行方不明時刻に現場を通過する結果が出たところ[29]、公判段階では、妻を送った後まっすぐ実母宅に向かったと供述を変更した[29]。また、当日の行動を思い出した経緯も、捜査段階では、3月20日に「刑事が帰った後で、あの日は何をしていたのかなあと思って思い出した。妻とは事件の話をしていないので、妻と話し合っているうちに思い出したということはない」と供述していた[29]が、公判段階では、2月25日頃に妻が事件当日のことではないかと挙げた話を聞いて思い出した、と供述を変更した[29]。そのため、「アリバイに関する供述は……信用できない」と判示された[29]。
  - 久間の妻の供述は、久間が実母宅に行った日について、捜査段階では「事件当日の前後ごろだったと思う」と曖昧な記憶であった[29]のに、公判段階では事件当日であると特定するようになっており[29]、「たやすく信用できない」と判示された[29]。
  - なお公判では、46歳女性が久間からアリバイ工作を依頼されたと証言した[51][52][53]。彼女によると、事件後の1993年3月にタケノコ掘りで久間の妻と知り合い、その後久間宅に誘われて酒を振る舞われ（久間とはその際に初めて会った）、その翌日に再度久間宅を訪ねた際[51]、久間から「もし裁判になったら、事件当日の朝は約2時間、一緒に酒を飲んでいたと証言してほしい」と頼まれ、謝礼と口止め料の名目で3万円を渡されたという[52][53][注釈 4]。この女性は、久間の逮捕後に偽証の約束をしたことが怖くなって警察に話した、と述べた[52]。

以上、福岡地裁はこれらを総合評価して、久間が犯人であることについては合理的な疑いを超えて認定することができると結論づけた。
ほか、弁護人は、犯人は情性欠如型の性格異常者と想定されるのに対して久間は本件のような犯罪を犯すはずがないと主張し、久間の性格鑑定を申請したため、裁判所が大学の精神医学教室に鑑定を依頼したところ、鑑定結果では、久間は「情性欠如型の性格異常者と判断され、……犯罪を犯す本来的な傾向を十分もっている」と結論付けられた。しかし、このように久間に不利な結果が示されたが、裁判所は「鑑定の結論は採用することができない」と判示し、証拠として採用しなかった。

### 控訴審・福岡高裁判決
久間は福岡高等裁判所へ控訴したが、福岡高裁第2刑事部（小出錞一裁判長）は2001年（平成13年）10月10日、第一審で認められた状況証拠を同様に評価した上で、以下の点を新たに認めて控訴を棄却した（判決文）。
- 久間所有車内の血痕が新たなDNA型鑑定法（PM法）によって検出可能になったところ、PM検査5種のうち反応が出た3つの型（Gc型、HBGG型、D7S8型。残り2種は反応が出ず）及び血液型（O型）が、いずれも「鼻血がかなりの量出た」[38]方の被害者のものと合致したこと[39]。
  - なお、2022年のNHKドキュメンタリーは「押収した車から血痕が検出されたが微量のためDNA型鑑定はできなかった」[55]と報道したが、上記のように判決では鑑定ができて女児のものと合致したことが示されているため真実に反する。
- Tの目撃証言が誘導されたとの主張に対しては、Tは森林組合勤務で現場付近の山中につき知識・経験があり業務の過程で目撃したところ、冬に現場を通る車は珍しく通行の妨げになる所に停車していた点や、側にいた者が手をついて倒れて目が合うのを避けるようにしていた点、翌日に遺体発見を知って不審車を同僚Jに話していた点などに照らすと、「証言に現れた程度の内容を観察し記憶にとどめ続けることは十分可能である」こと[56]、及び、その同僚Jによる公判での「証言によると、Tの供述内容は、既に事件の翌日にJらが聞いていたものと同じである」[56]ため、「警察官の誘導により得られたことはうかがわれない」こと[56]。
  - なお、弁護側が提出した心理学者の嚴島行雄日本大学教授による実験に基づく鑑定は、車の往来の激しい桜開花時に行われて約30秒に1台の割合で対向車両が存在していたことや、目撃車両とは異なり前後輪が同じ大きさでダブルタイヤに気付きにくい状態でなされていたことなどから、「その結果は到底採用できないものといわなければならない」[56]とされた。
- WとXの目撃証言が誘導されたとの主張に対しては、車両については数か月後の聞き取りだったが、両名は事件後間もなく警察から被害者について聞かれたことで「事件との関係を念頭にその場所における体験を繰り返し想起していることが考えられ」[57]、加えて車がすれ違うのがやっとの道路にて、Xは「目撃したその車両に接触されそうになったという強い心理的緊張、強烈な体験を伴った記憶として、その車両についての具体的な記憶を保持している」こと[57]、及び、「Wは、車のことについての知識が特に豊富であって、車両の特徴などからその車種を識別することには人一倍たけていることが認められ、しかも、Xから、『今、ひかれそうになった。』と訴えられてその車両が疾走していくのを30メートル程度前方に見たというのであるから、大まかな特徴を記憶にとどめているのは決して不自然ではない」こと[57]。
  - このうちWは、新聞社の取材に対して、「ダブルタイヤで人気があった車なので、車種を覚えていた。8時30分に知人と通学路で待ち合わせしており、日付も時間も間違いない」[33]と述べている。
- 久間のアリバイ供述について、女児2名が久間の通行場所で行方不明となり翌日には捜索・検問となったことで、久間にとって「前日の自分の行動がどうであったか否応なく思い返さざるを得ない心理状態にあった」[58]のに加えて、数年前の女児行方不明事案で最終目撃者として疑われかねなかったことから、今回の事件でも「自分の行動につき確かめ、……アリバイに当たる事実があれば……安堵を伴う強烈な印象をもってその事実を再確認し、脳裏に焼き付けることになったはず」[58]であるから、久間が「当日の行動につき十分な記憶を有しているにもかかわらず、信用できないアリバイ主張をしている」こと[58]。
- 本件は、被害者が「日ごろから知らない人について行ったり知らない人の車に乗ったりしないように両親らから注意を受けていたのに、容易に乗車していることがうかがわれる」[59]ため、「顔見知りの者による犯行と推認されるところ」[59]、久間は日中長男の友達を含む子供らと遊ぶなどして知られており、「被害者らとは顔見知りになっていたことがうかがわれる」こと[59]。
- 久間が、「本件の前年ころの秋ころ、知人に八丁峠に通ずる道路で目撃されていることなどにより」[59]死体遺棄現場付近についての土地勘を有し、「遺棄現場付近につき不案内であるとはいえない」こと[59]。
  - これについては、久間は、逮捕前に記者から遺体遺棄現場付近で同じ特徴の車両が目撃されたことを質問されると、遺棄現場の山中は「十数年前に通ったことがあるが、それから1度も通っていない」[60]と述べていた。

その上で、「これらの情況事実は、いずれも犯人と犯行とを結びつける情況として重要かつ特異的であり、一つ一つの情況がそれぞれに相当大きな確率で犯人を絞り込むという性質を有するものであり、これらは相互に独立した要素であるから、その結果、犯人である確率は幾何級数的に高まっていることが明らかである」と結論付けた。

### 上告審・最高裁判決
最高裁判所第二小法廷（滝井繁男裁判長）は2006年（平成18年）9月8日、「被告人が犯人であることについては合理的疑いを超えた高度の蓋然性がある」として、5裁判官（滝井・津野修・今井功・中川了滋・古田佑紀）全員一致の意見で上告を棄却する判決を宣告した。その後、同年10月8日付で久間の死刑が確定した。

## 死刑執行
2008年（平成20年）10月28日、森英介法相の下、福岡拘置所で久間の死刑が執行された（70歳没）。死刑執行の際、久間は手順に従って氏名を確認しようとする刑務官に対し「そんなこと、おまえが分かっとるだろ」と怒りを露わにし、遺書のために用意された紙とペンも受け取らず、最期まで「私はやってない」と怒鳴っていたという。
同日の死刑執行は、保岡興治前法相の下でなされた前回の死刑執行（9月11日）から47日での執行であり、1993年以降では最も間隔が短かった。久間の死刑確定から執行までの期間は2年（最高裁判決から2年1月）であった。これらの点は、当時は前年8月に就任した鳩山邦夫元法務大臣が「自動執行」の方向性を打ち出して以降、死刑執行の間隔も死刑確定から執行までの期間も短くなっており、2008年に死刑を執行された死刑囚15人のうち12人は4年に満たず、うち2人は1年台で2年に満たなかった。

## 再審請求

### 第1次再審請求
2009年（平成21年）10月28日、久間の妻（62歳）は、福岡地方裁判所に再審請求した。
弁護団の再審請求の趣旨及び理由は、次の3点である
- 本田克也筑波大学教授の鑑定書等から、科警研が実施した血液型鑑定及びDNA型鑑定の各証拠能力ないし信用性が否定されること
- 足利事件の再審判決等から、科警研のDNA型鑑定の証拠能力が否定されること
- 嚴島教授による、「第1次実験について確定控訴審から指摘された諸々の問題点を是正し、Tが不審車両を目撃した条件にできるだけ近付ける形」[70]でなした新たな実験（嚴島第2次実験）に基づく鑑定書等から、自動車を目撃したとするT証言の信用性が否定されること

#### 第1次再審請求審・第一審決定
福岡地裁第2刑事部（平塚浩司裁判長）は2014年（平成26年）3月31日決定で、弁護団による「柱となる証拠はTの目撃供述及び科警研による鑑定である」との主張に対して、「判決の有罪認定の証拠構造を正解したものとはいい難い」と判示したほか、
- 本田教授が犯人のDNA型であることが否定できないとするX－Yバンドについては、その根拠がX－Yバンドがアレルバンドであると認める根拠とはならないか抽象的な可能性を示すにとどまり、「X－Yバンドがアレルバンドである可能性が高いと認めることはでき」ず[70]、「X-Yバンドはエキストラバンドであると認めるのが相当である」こと[70]（エキストラバンドとは、鑑定で生じる余分な帯[71]）。
  - 弁護団は記者会見で「ネガは証拠として提出されず真犯人とみられる型が現れた部分を意図的に除いた現像写真だけが提出された」[72]と述べて検察による証拠改竄を主張し、新聞の1面で報じられることになったが[72]、実際にはそのような事実はなく、当初からネガ全体が証拠として提出され[70]、技官への証人尋問でもそのネガが利用されていた[70]。そのため、再審請求棄却決定ではその点が示された上で、「改ざんの意図があったとは窺えない」[70]及び「鑑定の証拠能力が否定されることとはなり得ない」[70]と判示された。検察も、弁護団の主張を受けて、「ネガの全体を提出して……おり、何ら隠していない。写真は、元死刑囚のDNA型を分かりやすく見えるようにするため、一部を切り取って鑑定書に貼り付けただけ」[73]と反論していた。
  - 同様に弁護団は記者会見で、「ネガフィルムを解析した結果、久間元死刑囚とは異なるDNA型が見つかった」[72]と発表し、これを受けて各紙には「第三者DNA検出、元死刑囚と不一致」[74]、「鑑定ネガに別人DNA」[75]といったセンセーショナルな見出しが躍ったが、後日の報道によると、そもそもこの箇所も1995年開始の（通常審の）公判で審理の対象となっており、証人尋問で技官からエキストラバンドと説明されていた[76]（なお、会見で登場した弁護士のうち1人は、最初の第一審から久間の弁護人を務めている[77]）
- 足利事件再審判決は、「同事件当時の科警研によるDNA型鑑定の信頼性について一般的に判示したものでない」こと[70]
- 嚴島第2次実験は、「能力も性格も異なる多くの被験者を用意して、その記憶の成績の分布によりT供述の確からしさを検証するとの方法を用いたとするが」[70]、目撃現場付近の道路を通行した経験の有無など「重要な点においてなおTの目撃条件と異なっており、Tと同等以上に知覚、記憶を促進するようなものになっていたとは認め難い」こと[70]、及び、「Tは、不審車両を目撃した翌日（平成4年2月21日）及び翌々日（同月22日）に、そのことを同僚のJらと話題にした際、Jに対し、目撃した車両の特徴について、紺色のダブルタイヤのワゴン車である旨述べているが……、TとJがそのような会話をする以前に、TがLその他の警察官によって何らかの誘導を受けた可能性は全く存在しない」こと[70]

等を判示して再審請求を棄却した（決定文）。

#### 第1次再審請求審・第2審決定
弁護団は、福岡高裁に即時抗告し、新たに、
- Tの同僚Jの公判での証言（Tの目撃証言は事件翌日と翌々日にJが聞いた内容と合致している旨）もまた警察の誘導の影響を受けていること

等を主張した。
福岡高裁第2刑事部（岡田信裁判長）は、2018年（平成30年）2月6日決定において、
- 「Jは、Tから、紺色のダブルタイヤのボンゴ車かワゴン車を目撃した旨聞いたという核心部分については一貫して供述している……のであって、……核心部分につき、L警察官が、Jに対して、供述すべき内容を示唆、誘導したような事情は窺われない」こと[79]

等を判示して即時抗告を棄却した（決定文）。弁護団は、最高裁に特別抗告した。

#### 第1次再審請求審・最高裁決定
最高裁第一小法廷（小池裕裁判長）は2021年（令和3年）4月21日決定で、「原々決定の判断を是認した原決定の判断は、正当である」として、5裁判官（小池・池上政幸・木澤克之・山口厚・深山卓也）全員一致の意見で抗告を棄却した。

### 第2次再審請求
2021年7月9日、久間の妻は、電気工事業の72歳男性Kが真犯人を目撃したとする証言を新証拠として福岡地方裁判所に2度目の再審請求を行なった。弁護団は、記者会見で「約30年前のことだが印象的な出来事で、男性の記憶ははっきりしている」と述べた。Kは、この記者会見にも同席し、その後も名前と顔を明かしてメディアの取材に応じている。さらに2024年（令和6年）2月15日の弁護団による記者会見では、複数の2児目撃者のうち最後に目撃した農協職員女性Dによる新証言も証拠として提出したことが明らかにされた。
裁判では、2023年（令和5年）5月31日にK、同年11月28日にDへのの尋問がそれぞれなされた。

#### Kの証言内容
Kの会見によると、事件当日、集金帰りの11時頃（なお、2児の死亡推定時刻は胃の内容物から9時30分以前）、ワンボックスタイプの白色軽自動車を追い越した際、そこに2女児が乗っていたという。Kは、裁判所に提出の陳述書（2020年1月23日付）にも目撃時刻を「午前11時前後」と記載していたが、2023年5月6日の供述録取書では「午前10時30分前後」、その3週間後の裁判所の尋問では「午前9時40分頃か午前10時40分頃」と徐々に死亡推定時刻に整合する時刻に変更していった。この変更は検察から質されることとなったが、弁護団は「31年前のことで記憶が不確かだと印象づけようとした」と検察を批判した。
Kは、久間の第一審第1回公判を傍聴したとして、久間は明らかに自分が見た男と別人だったと主張し、運転していた男について、記者会見では「30〜40代」、テレビ局の取材では「30前後だったと思う」、裁判所の尋問では「35歳前後」と述べている。
さらにKは、1992年2月26日か27日に警察に目撃情報を伝えたところ、（久間所有の）紺の車に決めつけるような言い方で、「『あなたが見たのは軽じゃなくて普通車の紺色じゃなかった？』と言われた気がする」、「『紺色ではなかったか』とか『ボンゴではなかったか』と聞いてきました」と述べている（なお、警察に久間と同じ紺色ボンゴ車の情報が初めて寄せられたのは、Kへの聴取より後の1992年3月2日）。
Kは、目撃した2人は間違いなく小学1年生であったと主張し、「女児と男の顔はしっかり見えた」、「とにかく女の子がうら寂しいというか悲しそうな顔が一番印象に残っています」と述べ、2019年（令和元年）（裁判では2018年と証言）に記者から被害児の写真を見せられた際には「泣きそうな顔をしていた女の子と『そっくり』だった」、「仮に50人の写真を見せられても、私はこの写真の子があの子だと選び切れたと思います」と述べている（なお、2児の顔は、すでに遺体発見時に多くの全国紙で写真付きで報じられている）。また、裁判官から「女児のランドセルは見えなかったのでは」と問われている中、Kは自身の車が左ハンドルだったとしている。
Kは、「あの当時のDNA鑑定は、初期のDNA鑑定で。DNA鑑定が第一の証拠。それが私はもう完全に崩れたと。それがはっきりしたから、尚更、声をあげていろんな場に出てきた」と述べており、家族の反対を押し切ってでも証人として自分が出ようと思ったという。裁判所での尋問を終えて、「私が見たのは真犯人の車だと今も確信している」と述べた。

#### Dの証言内容
弁護団の会見によると、被害女児を「見たのは事件当日ではない。当時も捜査当局に『その日に見たのか、はっきりしない』と説明したが聞き入れてもらえなかった」、「当時の証言は警察からの誘導や強引な押しつけで作成された」というものである。さらに再審請求審での尋問では、Dは、「最初の事情聴取時、警察官から……紺色のワゴン車を見たことがないか聞かれ」たとして、警察の誘導を主張した（なお、Dが聴取を受けたのは3月1日であるところ、警察に久間と同じ紺色ワゴン車の情報が初めて寄せられたのは、Dへの聴取より後の3月2日）。
他方で、遺体発見を伝える1992年2月22日朝刊では、女児の当日の足取りとして「8時半　……農協職員が目撃」とあるように、Dは、女児が行方不明の段階では消防隊員と警察官に女児を当日に見たという情報を提供しており、Dの同僚Vも当日にDと警察官が会話しているのを聞いた旨証言している。
これに関する再審請求審でのDの主張は、当日昼頃に消防隊員が尋ねてきた際に「女の子なら見たことがあるよねという話をし、消防隊員もそれを聞いていたと思うが、事件当日の朝に見たという話はしていない」、「別の日に、……三叉路よりもずっと東側手前……で、……女の子2人組を追越したことはあった」というものである。
ちなみに、Dの警察官調書は判決では証拠とされておらず、検察官調書が証拠とされている。これについてDは、「検察官ではなく警察官から事情聴取を受けたが、すでに出来上がった本件検察官調書が用意されて」いた、として警察による検察官調書の偽造を主張している（なお、Dは当初の裁判で証人尋問の対象とはなっていない）。

#### 第2次再審請求審・第一審決定
2024年6月5日、福岡地裁は、再審請求棄却を決定した（決定文）。
Kの証言については、
- 「全体の雰囲気が似ていたと繰り返すばかりで、両者を似ていると判断した具体的根拠を全く示すことができていない。そもそも、Kは、不審車両を追い越す1〜2秒の間に……目撃したというにすぎず、……1人の女の子にいたっては同車内で横たわっていたというのであり、その顔貌を目撃できたのか疑問が残る」[88]
- 目撃した女児2名が「間違いなく被害者両名と同じ小学校1年生」[88]だという「根拠については、地域のコミュニティで小学生と接触しており、学年が1つ違えばはっきりわかる旨供述するにとどまり、説得力のある説明はできていない」[88]
- 当初赤と思っていたというランドセルの色が実際はピンク色だった件について、記憶違いだったとの主張に対しては、「なぜそのような記憶違いをしたのか、ランドセルの色という一見して明らかなものについて記憶違いをしていながら、なぜ顔貌については似ているといえるのかについて、首肯しうる説明はない」[88]
- 目撃時刻の2度の変遷について、「1度目の変遷については、……理由を一応述べるが、2度目の変遷については、特に理由を説明することもできず、年月の経過に伴い、記憶が曖昧になっていることを自認するに至っている」[88]
- 被害者と面識がない他の目撃者の証言は顔の特徴を明確に記憶したものがないのに対して、Kの証言は、「服装などについてはほとんど言及せず、被害者両名と顔が似ていたと述べることに終始している」[88]
- 仮にKが目撃したのが被害者ならば、「死亡時刻と抵触する上」[88]、犯人は「福岡市方面に向かいながら、その後進路を逆に変えて……八丁峠方面に向かったこと」[88]になり、「犯人の行動として不自然な感を否めない」[88]

Dの証言については、
- 調書作成は「事件発生から約10日後」[88]であり、「捜査初期で、客観的証拠や他の目撃者の存否を含め未だ捜査が流動的な状況下において、……その供述全般についてDの記憶とは異なる調書を無理やり作成するというのは、捜査機関にとって、必要性に欠けるばかりか、事後にこれと矛盾する証拠や目撃者が明らかになる可能性を考えれば有害としかいいようがない」[88]
- 事件当日に消防隊員を前に女児を見たと話したが当日に見たとは言っていない[88]、及び、別の日に見た[88]旨の主張については、「行方不明の女の子が捜索されているという状況において、Dが、別の日に登校途中の女の子を見かけたことがあるという、事件とは無関係な話をし、それに警察官が関心を持って事情聴取をした上、無理やりDの記憶と異なる調書作成にまで至るという事実経過自体、あまりにも不自然」[88]
  - なお、「Dは、事件当日に……話したのは消防隊員であり、警察官とは話していないと証言するが、……警察官調書には、事件当日に刑事に対して目撃情報を話した旨記載されており、……Vも事件当日Dと警察官が話しているのを聞いた旨証言している」[88]
- Dが調書で述べていた目撃状況は、「いつものように車を止めて化粧をしていると、1人の女の子を見かけ、化粧を続けてまた前方を見ると、別の女の子が立っていたとするなど、具体性に富む内容」[88]であり、警察からの誘導の可能性については、他に現場にいた複数の証言者と駐車車両の台数が整合せず、「Dの供述を稔じ曲げ、……調書を強引に作成したのであれば、……整合するような内容にするのが自然である」[88]
- 見込捜査の可能性については、Dの聴取の後に「XやWらが、……三叉路付近において、事件本人〔久間〕車と同様の特徴を有する車両を目撃したと供述」[88]する前まで、「三叉路と事件本人〔久間〕とを結び付ける証拠はなかったのであるから、捜査機関が、……調書作成時において、……三叉路を犯行現場に仕立て上げる動機を有していたとは考えられない」[88]
- 警察からの紺色ワゴン車の誘導については、2023年11月28日の尋問における証言で初めて述べられたものであるところ、弁護士が当初提出した「供述録取書に記載されていないばかりか、証人尋問の約1か月半前に弁護人が作成した供述録取書……にも記載されていない……。Dは、証人尋問の1週間程前、……不意に思い出した旨述べるが、供述経過に不自然な感が否め……ない」[88]
- Dは、弁護団作成の供述録取書（2018年5月16日付[88]）では、「目撃したのが、事件当日であったか、その何日か前であったかがはっきりしない」[88]及び「女の子らの横を通り過ぎたのが、……調書のとおり……三叉路であった」[88]と述べていたが、2023年11月28日の尋問では、「明確に事件当日ではないと否定し……三叉路よりもずっと東側手前であったと述べている」[88]など、「供述録取書からでさえ、供述が変遷していることを考えると、事件発生から30年以上もの長い年月が流れ、事件当時の記憶が相当程度風化し、不確かなものとなってしまっていると考えざるを得ない」[88]

と判示した。
Kは、再審請求棄却を受けて開かれた弁護士の記者会見にも同席し、「腹立たしい。あのときのことはしっかり覚えている」と述べた。弁護団は、「決定文は人間が書いた文章ではない」と棄却決定を批判した。
同10日、弁護側が福岡高裁に即時抗告した。

## 福岡県飯塚市7歳女児行方不明事件
1988年12月4日、本件被害者と同じ小学校の1年生女児（7歳）が、弟とともに久間の息子を訪ねて100メートル離れた久間宅に遊びに行った後に行方不明となる事件が発生していた。なお、久間が最後の目撃者である。
福岡県警は、久間がポリグラフで飯塚市明星寺の山林に顕著な反応を示したことなどから、当該山林を捜索した。その結果、女児のジャンパーとトレーナーを発見し、女児の母親が本人のものと確認した。県警には、この山林に久間が当時頻繁に出入りしていたとの情報が寄せられており、発見場所の山中は6年前には降雪で十分捜索ができなかった面もあったという。発見された衣類は、「長い間放置されていたことを裏付けるように古くなって」いたとか「風雨にさらされた跡もある」と報道される一方で、比較的傷みが少ない状態であったとも報道されるなど、情報が錯綜している。また、捜査関係者によると、失踪後数年してから捨てられた可能性があるとも、失踪直後に捨てたとみているとも報道されている。その後、衣類発見現場から約3メートル離れた土中から子供のような骨3点が見つかったが、骨自体が小さく骨髄液を検出できなかったため、人骨と断定できないという結論となった。
久間は、事件当日に女児と会ってチョコレートを与えたことは認めており、女児の衣類を見せられると動揺した様子をみせて「骨も一緒にみつかったのか」などと捜査員に質問した。しかし、「自分は事件とは無関係だ」と供述するなど、事件の関与については全面否定した。その後は進展がなく1995年2月18日に捜索は打ち切られ、現在も未解決であり、事件に巻き込まれたのか事故に遭ったのかも不明のままである。

## 冤罪主張
久間は逮捕前から刑死する直前まで一貫して無実を主張した。逮捕前の1993年6月には、新聞社等に対して自ら作成した『潔白の証明』（B5判、12ページ、1万字超）なる文書を配布した。
さらに死刑確定後の2008年8月には、死刑廃止団体に寄せた手記において、「血痕が警察のねつ造ということ……平成4年9月28日の綿密な検証にも拘わらず後部座席中央部（シートの裏側の血痕からPM法のGL型が検出され被害者……のDNAと一致したという部位）の表面からルミノール反応は出ていない。その部位の裏側から1年7カ月後の平成6年4月に“血痕発見”……。従って、当初の（平成4年9月28日）ルミノールテストに反応しなかったことは、その後に血液が付けられたことを意味します。これ以外に私を有罪にする証拠は何もありません」として、女児のDNA型と一致した車内血痕が警察による捏造である旨を主張した。
なお、実際には押収直後に血液反応があり、1999年の第一審判決では「平成4年9月28日及び同月30日から10月5日までの間、鑑定を実施した。その結果、……後部座席及びその付近のフロアマットから尿反応及び血液反応が認められた」と判示されていたため、この久間の主張は裁判所認定の事実と異なっており、根拠があるものではない。しかし、この手記を読んだジャーナリストは、「県警は車を押収した時点で徹底的に車内のルミノール反応検査を実施しているが、その時は血液反応は出ていない。ところが、不思議なことにそれから1年後、切り取ったシートの布地の裏から血痕が見つかった」として、久間の主張に沿った記事を記している。
死刑執行後は、久間の妻がメディアに（匿名・顔出しなし）出演し、夫の冤罪を訴えている。また、弁護団作成の書籍でも「久間三千年は無実です。……もし、その現場に遭遇していたら、夫は自分の体を張って子供たちを守っていたと思います。夫はそういう人でした。……無実を訴え続ける言葉に耳を傾けず平然と人を裁く裁判所に失望しました」と述べている。

## 足利事件との相違点
「西の飯塚、東の足利」と言われてきた通り、本件と足利事件の両事件はMCT118型検査法によるDNA型鑑定が同じ時期に同じ方法で、同じ鑑定技官によって実施されていた点で共通していた。
足利事件で有罪の証拠とされたのは、2点に集約され、「①犯行現場付近に遺留されていた被害者の半袖下着……に付着した犯人のものと思われる精液と申立人〔菅家利和〕の精液のDNA型が一致したこと、②申立人〔菅家〕の第一審の公判廷及び捜査段階における自白供述が信用できること」であった（なお、これ以外に血液型も合致した）。再審請求審においては、菅家のアレリックマーカーを使用したMCT118部位のDNA型が通常対応するとされている型ではないという証拠が提出され、これにより東京高裁が被害者の半袖下着に付着した精液を再鑑定したところ、菅家とは異なるDNAが抽出されたのであった。
それに対して、本事件は、犯人の精液は現場から検出されておらず、膣内及びその周辺に犯人の陰部由来とみられる血液が検出された点で「特異性がある」とされ、その血液も鑑定で使い尽くされており残っていない。また裁判では、「血液型とDNA型の出現頻度のみでは、犯人と被告人とを結びつける決定的な積極的間接事実とはなりえない」と判示されている。くわえて本事件は、アレリックラダーマーカーでの対応が当初の裁判で検証され、また久間所有の車の血痕が新たに開発されたTH01型とPM型の検査法（2万3000人に1人の精度）によって被害女児の型と一致した結果が出ている。さらに、本事件は、女児に付着していた繊維片、車に残された尿痕・血痕、遺留品遺棄現場での目撃証言、誘拐現場直近での目撃証言、膣内の血液と久間の病状との合致、久間のアリバイ不成立等多数の証拠が有罪の根拠とされている。
なお、足利事件は、日本弁護士連合会が支援する再審事件であったが、本事件の再審請求は日弁連によって支援されていない。再審請求棄却決定時には、日弁連会長が、「到底容認できない」（第1次再審請求第一審）、「不当な決定である」（第2次再審請求第一審）として、また「久間氏について既に死刑が執行されており、死刑制度の非人道性を改めて浮き彫りにしている」として死刑廃止論とも絡めて声明を出すにとどまっている。

## テレビ番組
- news every.「福岡・飯塚事件〜死刑執行は正しかったのか？〜」（日本テレビ、2013年4月11日[130]）
- NEWS ZERO「飯塚事件」〜死刑執行は正しかったのか〜」（日本テレビ、2013年4月11日[131]）
- NNNドキュメント'13「死刑執行は正しかったのか 飯塚事件 “切りとられた証拠”」（日本テレビ、2013年7月28日[132]）
- NNNドキュメント'17「死刑執行は正しかったのかII飯塚事件 冤罪を訴える妻」（日本テレビ、2017年9月3日[120]）
- BS1スペシャル「正義の行方〜飯塚事件 30年後の迷宮〜」（NHK BS1、2022年4月23日[121]）
  - 2024年、再編集され「正義の行方」のタイトルで映画化及び書籍化している[133]。
- NNNドキュメント'22「死刑執行は正しかったのかIII〜飯塚事件・真犯人の影〜」（日本テレビ、2022年9月26日[134]）

## 事件の影響
飯塚市は事件後、事件発生日と同じ毎月20日を「学校安全の日」と定めた。また同じ福岡県内の大牟田市では教育委員会が地域やPTAと連携し、児童生徒の登下校時間の徹底、通学路の再確認などの同種事件防止策を講じることを決めた。